# Agnello Bittencourt
Agnello Bittencourt (Manaus, 14 de dezembro de 1876 — Rio de Janeiro, 19 de julho de 1975), foi um geógrafo, administrador público e historiador brasileiro. Foi membro da Academia Amazonense de Letras e um dos fundadores do Instituto Geográfico e Histórico do Amazonas, em 1917 - Instituição que presidiu por mais de uma década - publicou diversos livros de história e geografia do Amazonas, além de dezenas de artigos científicos, publicados em várias revistas brasileiras de ciência e cultura.
Agnello Bittencourt foi também prefeito de Manaus, entre 1909 e 1910.

## Biografia
Agnello Bittencourt era filho de Antônio Clemente Ribeiro Bittencourt, político que governou o Estado do Amazonas entre 1908 e 1912. Lecionou Geografia por mais de quarenta anos, até sua aposentadoria, no Ginásio Estadual Pedro II, de Manaus, tendo dirigido esse estabelecimento de ensino, além de ter sido Diretor Geral da Instrução Pública (Secretário da Educação) do Estado do Amazonas.
Foi grão-mestre da Maçonaria Simbólica do Amazonas e Territórios Limítrofes e responsável pelo Serviço Serviço Nacional de Recenseamento (Censo de 1940).
Faz parte do Centro Cultural dos Povos da Amazônia, da Secretaria de Cultura do Amazonas, o Acervo Agnello Bittencourt.
Depois de sua aposentadoria, radicou-se no Rio de Janeiro, onde representou, na Federação das Academias de Letras do Brasil, a Academia Amazonense de Letras, tendo proferido conferências sobre o Amazonas naquela Instituição.

## Legado
- No centenário do nascimento de Agnello Bittencourt, em dezembro de 1976, uma solenidade em homenagem à sua memória marcou a data, quando, no IGHA (Instituto Geográfico e Hístórico do Amazonas) foi inaugurada uma exposição com seus livros e alguns de seus numerosos artigos publicados na imprensa de Manaus, principalmente no Jornal do Commercio, e objetos e documentos desse geógrafo amazonense. Nessa ocasião, foi exibido o documentário de média metragem Agnello Bittencourt, com texto de B. Bittencourt (os discursos proferidos na ocasião estão reunidos em Discursos (Braga & Bittencourt, Manaus: IGHA, 1981 [1976]) ).

- O antigo Grupo Escolar Agnello Bittencourt, de Manaus, passou a chamar-se Escola Estadual Agnello Bittencourt[5].

- Em 2003, no Amazonas, instituiu-se o Prêmio Agnello Bittencourt, de caráter permanente e anual, que "pretende resgatar a História Educacional do Amazonas"[6].

- De acordo com o livro Ruas de Manaus, de Luiz Carlos de Carvalho (primeira edição: Manaus, 1985), que contém um resumo da biografia de Agnello Bittencourt, em Manaus existe uma rua com o seu nome. (Carvalho, L.C., Ruas de Manaus, verbete atinente). Uma das ruas do Centro de Boa Vista, capital do Estado de Roraima, denomina-se Rua Professor Agnelo Bittencourt[7].

- Filme Agnello Bittencourt (síntese biográfica), rodado em 1974 em Manaus e no Rio de Janeiro, onde aparecem cenas do geógrafo amazonense em seu gabinete de trabalho, fotos da Manaus Antiga e imagens de Manaus em 1974 e capas de livros desse autor (filme em super-8 mm exibido e dezembro de 1976 no Centenário de Agnello Bittencourt, IGHA - Instituto Geográfico e Histórico do Amazonas).

### Publicações
- Corographia do Estado do Amazonas
- Fundação de Manaus: pródromos e sequências
- Bacia Amazônica: Vias de Comunicação e Meios de Transporte
- Navegação do Amazonas e Portos da Amazônia
- Mosaicos do Amazonas - Fisiografia e Demografia da Região
- O homem amazonense e o espaço
- Plantas e animais bizarros do Amazonas
- Reminiscências do Ayapuá (Rio de Janeiro: A. Bittencourt, 1966)
- Dicionário Amazonense de Biografias - Vultos do Passado (Rio de Janeiro: Ed. Conquista, 1973)
- Pródromos educacionais do Amazonas (Manaus, IGHA/Governo do Estado/Comissão do Patrimônio/Suframa/Fundação Universidade do Amazonas/Secretaria de Educação, 1981)

### Artigos sobre Agnello Bittencourt
- Pródromos Educacionais do Amazonas, por João Chrysóstomo de Oliveira, da Academia Amazonense de Letras (Agnello Bittencourt - O historiador da cultura e educação do Amazonas)

- Os verbetes de BITTENCOURT (1973) foram publicados, antes de sua reunião em livro, na imprensa de Manaus. Ulysses Bittencourt, filho do geógrafo, organizou as edições de BITTENCOURT (1966 [manuscritos de 1949]) e BITTENCOURT (1973 [artigos publicados em várias datas, principalmente no Jornal do Commercio, de Manaus]), enquanto BITTENCOURT (1981) é trabalho publicado postumamente pelo IGHA, em convênio com o Gov. do Est. do AM/Suframa/Universidade do Amazonas/Secretaria de Educação-AM, com apresentação de João Chrysóstomo de Oliveira, da Academia Amazonense de Letras (BITTENCOURT, 1981, pp. 9–11)].

- Em dezembro de 1966, na comemoração de aniversário (90 anos) do Prof. Agnello, realizada no Rio de Janeiro, discursaram as seguintes personalidades: Carlos de Araujo Lima, Thiago de Mello e Ramayana de Chevalier, tendo Agnello Bittencourt proferido discurso de agradecimento [Cf. artigo de C. Araujo Lima, jornal O Dia, Rio de Janeiro (dez./1966, coluna "O abraço da semana")]. Na ocasião foi lançada a monografia Reminiscências do Ayapuá (Rio de Janeiro: A. Bittencourt, 1966), que havia sido escrita nos anos 1940 e até então permaneceu inédita (Cf. Nunes Pereira,O sahiré e o marabaixo / Apêndice: transcrição das primeiras páginas do livro de A. B., cuja impressão o antropólogo maranhense-amazonense sugeria, por sua importância científica e social).

- Em dezembro de 1976, foi distribuído um folheto comemorativo com a biografia do Prof. Agnello: Centenário do Nascimento de Agnello Bittencourt. Manaus: Gr. Loja do Amazonas/Imprensa Oficial, 1976.